# 이웃집 웬수
《이웃집 웬수》는 2010년 3월 13일부터 2010년 10월 31일까지 방영된 SBS 주말극장이다.

## 기획 의도
이혼이 급증하고 있는 세상이다. 결혼은 더 이상 지켜야할 <성>이 아니라 마음에 안들면 바로 걷어 치우고 다시 세울 수 있는 이동식 <텐트>가 돼 버린 것이 아닌가 싶다. 이혼을 당당하게 말할 수 있는 사회가 나쁜 것은 아니다. 이혼이 주홍글씨가 되어 이혼한 여자의 삶을 비참하게 만들었던 것이 결코 오래전 이야기가 아니지 않은가. 분명 결혼은 지키는데 의미가 있지만 그럼에도 불구하고 이혼할 수 밖에 없다면 이혼 후에 어떤 관계를 형성하는 게 바람직한가 생각해 보고자 한다.

## 등장 인물

### 주요 인물
- 유호정: 윤지영 역
- 손현주: 김성재 역
- 신성록: 장건희 역
- 김성령: 강미진 역

### 지영 가족
- 박근형: 윤인수 역, 지영과 하영의 아버지
- 정재순: 이선옥 역, 지영의 새어머니
- 한채아: 윤하영 역, 지영의 여동생
- 안은정: 김은서 역, 지영과 성재의 딸

### 성재 가족
- 반효정: 이정순 역, 성재의 어머니
- 홍요섭: 김우진 역, 성재의 삼촌
- 송민형: 성재의 아빠 역
- 김정하: 성재의 엄마 역

### 미진 가족
- 차재돌: 송준서 역, 미진의 아들

### 기훈 가족
- 김미숙: 채영실 역, 기훈동생 큰누나, 우진의 연인
- 최원영: 채기훈 역, 영실,영주의 남동생, 하영의 연인

### 그 외 인물
- 김예령: 장세희 역, 건희의 누나
- 이혜숙: 한수희 역, 우진의 전부인
- 연준석: 윤종민 역
- 정수인: 유진 역
- 김성겸: 수희 부 한민준 역
- 박상훈: 성규 역
- 남윤정: 지영 친모 역
- 윤종화: 본부장 역
- 최대성
- 공재원
- 이장미
- 홍성숙
- 전현아 영실여동생 기훈동생 작은누나 채영주 역

## 시청률
최저 시청률과 최고 시청률은 시청률 조사회사와 지역별로 시청률에 차이가 있을 수 있습니다.
| 2010년      | 2010년      | 2010년         | 2010년       | 2010년         | 2010년       |
| 회차        | 방송일      | TNmS 시청률    | TNmS 시청률  | AGB 시청률     | AGB 시청률   |
| 회차        | 방송일      | 대한민국(전국) | 서울(수도권) | 대한민국(전국) | 서울(수도권) |
| ----------- | ----------- | -------------- | ------------ | -------------- | ------------ |
| 제1회       | 3월 13일    | 15.3%          | 15.8%        | 15.5%          | 18.1%        |
| 제2회       | 3월 13일    | 17.7%          | 17.9%        | 18.5%          | 18.1%        |
| 제3회       | 3월 14일    | 17.6%          | 18.4%        | 19.4%          | 20.9%        |
| 제4회       | 3월 14일    | 18.8%          | 19.1%        | 20.4%          | 20.9%        |
| 제5회       | 3월 20일    | 17.5%          | 17.4%        | 18.3%          | 18.2%        |
| 제6회       | 3월 21일    | 18.1%          | 19.3%        | 20.2%          | 21.4%        |
| 제7회       | 3월 27일    | 18.6%          | 18.9%        | 20.5%          | 21.3%        |
| 제8회       | 3월 28일    | 20.5%          | 20.9%        | 22.3%          | 23.5%        |
| 제9회       | 4월 3일     | 15.7%          | 16.3%        | 16.6%          | 18.8%        |
| 제10회      | 4월 4일     | 21.1%          | 22.0%        | 22.7%          | 23.8%        |
| 제11회      | 4월 10일    | 19.0%          | 19.6%        | 19.7%          | 20.6%        |
| 제12회      | 4월 11일    | 20.5%          | 20.9%        | 21.0%          | 21.7%        |
| 제13회      | 4월 17일    | 18.6%          | 18.7%        | 19.6%          | 20.8%        |
| 제14회      | 4월 18일    | 21.5%          | 22.0%        | 23.1%          | 24.6%        |
| 제15회      | 4월 24일    | 18.7%          | 19.1%        | 19.9%          | 20.5%        |
| 제16회      | 4월 25일    | 21.0%          | 21.7%        | 21.3%          | 22.3%        |
| 제17회      | 5월 1일     | 18.9%          | 19.8%        | 19.3%          | 20.6%        |
| 제18회      | 5월 2일     | 21.0%          | 21.7%        | 21.4%          | 22.5%        |
| 제19회      | 5월 8일     | 19.0%          | 19.0%        | 17.8%          | 19.1%        |
| 제20회      | 5월 9일     | 21.7%          | 22.2%        | 20.4%          | 20.6%        |
| 제21회      | 5월 15일    | 12.1%          | 11.3%        | 13.4%          | 14.1%        |
| 제22회      | 5월 16일    | 24.2%          | 24.1%        | 24.4%          | 26.4%        |
| 제23회      | 5월 22일    | 22.5%          | 22.6%        | 22.9%          | 23.5%        |
| 제24회      | 5월 23일    | 24.2%          | 24.6%        | 24.5%          | 26.0%        |
| 제25회      | 5월 29일    | 23.0%          | 23.2%        | 23.3%          | 24.7%        |
| 제26회      | 5월 30일    | 23.6%          | 24.2%        | 25.7%          | 27.6%        |
| 제27회      | 6월 5일     | 20.5%          | 21.0%        | 20.7%          | 21.6%        |
| 제28회      | 6월 6일     | 21.8%          | 21.9%        | 21.8%          | 22.8%        |
| 제29회      | 6월 27일    | 15.5%          | 15.7%        | 15.3%          | 16.6%        |
| 제30회      | 7월 3일     | 16.1%          | 16.7%        | 15.8%          | 18.2%        |
| 제31회      | 7월 4일     | 21.3%          | 21.5%        | 21.9%          | 23.2%        |
| 제32회      | 7월 10일    | 20.4%          | 21.1%        | 20.3%          | 22.0%        |
| 제33회      | 7월 11일    | 23.7%          | 23.1%        | 22.4%          | 23.0%        |
| 제34회      | 7월 17일    | 22.3%          | 23.3%        | 21.0%          | 23.1%        |
| 제35회      | 7월 18일    | 23.3%          | 24.5%        | 22.1%          | 23.8%        |
| 제36회      | 7월 24일    | 20.4%          | 20.2%        | 19.3%          | 20.4%        |
| 제37회      | 7월 25일    | 23.4%          | 23.5%        | 19.5%          | 21.6%        |
| 제38회      | 7월 31일    | 20.0%          | 20.0%        | 19.3%          | 20.4%        |
| 제39회      | 8월 1일     | 20.9%          | 21.2%        | 19.5%          | 21.6%        |
| 제40회      | 8월 7일     | 21.1%          | 21.8%        | 21.0%          | 22.7%        |
| 제41회      | 8월 8일     | 23.4%          | 23.8%        | 21.5%          | 23.4%        |
| 제42회      | 8월 14일    | 21.0%          | 21.1%        | 21.6%          | 23.3%        |
| 제43회      | 8월 15일    | 23.1%          | 22.6%        | 22.2%          | 23.8%        |
| 제44회      | 8월 21일    | 21.6%          | 22.1%        | 19.6%          | 21.6%        |
| 제45회      | 8월 22일    | 24.3%          | 25.3%        | 21.9%          | 23.4%        |
| 제46회      | 8월 28일    | 21.7%          | 22.0%        | 21.8%          | 23.4%        |
| 제47회      | 8월 29일    | 24.2%          | 24.6%        | 24.2%          | 26.1%        |
| 제48회      | 9월 4일     | 21.1%          | 21.2%        | 20.6%          | 21.7%        |
| 제49회      | 9월 5일     | 23.3%          | 23.2%        | 24.0%          | 24.5%        |
| 제50회      | 9월 11일    | 21.2%          | 21.1%        | 20.7%          | 21.6%        |
| 제51회      | 9월 12일    | 24.4%          | 24.4%        | 24.1%          | 25.1%        |
| 제52회      | 9월 18일    | 22.4%          | 22.5%        | 20.7%          | 21.2%        |
| 제53회      | 9월 19일    | 23.1%          | 23.0%        | 23.0%          | 23.4%        |
| 제54회      | 9월 25일    | 22.6%          | 23.0%        | 21.7%          | 21.8%        |
| 제55회      | 9월 26일    | 23.1%          | 23.4%        | 23.4%          | 23.5%        |
| 제56회      | 10월 2일    | 20.7%          | 20.2%        | 24.4%          | 24.7%        |
| 제57회      | 10월 3일    | 21.3%          | 21.1%        | 23.8%          | 25.1%        |
| 제58회      | 10월 9일    | 19.4%          | 19.6%        | 20.7%          | 21.2%        |
| 제59회      | 10월 10일   | 20.9%          | 20.9%        | 22.6%          | 23.3%        |
| 제60회      | 10월 16일   | 19.4%          | 19.5%        | 21.9%          | 22.8%        |
| 제61회      | 10월 17일   | 21.6%          | 21.7%        | 23.1%          | 24.2%        |
| 제62회      | 10월 23일   | 19.6%          | 19.7%        | 21.3%          | 21.6%        |
| 제63회      | 10월 24일   | 20.2%          | 20.0%        | 22.4%          | 22.8%        |
| 제64회      | 10월 30일   | 21.3%          | 21.7%        | 21.5%          | 21.6%        |
| 제65회      | 10월 31일   | 24.0%          | 24.3%        | 24.8%          | 25.6%        |
| 평균 시청률 | 평균 시청률 | 20.8%          | 21.0%        | 21.1%          | 22.2%        |

## 편성 변경 및 결방 사유
- 2010년 3월 13일: 1회, 2회 연속 방영
- 2010년 3월 14일: 3회, 4회 연속 방영
- 2010년 6월 12일: 2010 남아공월드컵 대한민국: 그리스 중계방송으로 인해 결방
- 2010년 6월 13일: 2010 남아공월드컵 알제리: 슬로베니아 중계방송으로 인해 결방
- 2010년 6월 19일: 2010 남아공월드컵 네덜란드: 일본 중계방송으로 인해 결방
- 2010년 6월 20일: 2010 남아공월드컵 슬로바키아: 파라과이 중계방송으로 인해 결방
- 2010년 8월 3일: 이웃집 웬수 방영 분량이 60부작에서 5회 연장되어 65부작으로 변경 및 확정되었다.

## 수상
- 2010년 SBS 연기대상 연속극 부문 여자 최우수연기상 유호정
- 2010년 SBS 연기대상 연속극 부문 남자 최우수연기상 손현주
- 2010년 SBS 연기대상 연속극 부문 남자 조연상 신성록
- 2010년 SBS 연기대상 뉴스타상 한채아

## 참고 사항
- 뒷시간대 작품인 <인생은 아름다워>가 촬영지였던 제주도 기상 난조로 촬영에 차질을 빚게 되자[3] 2010년 3월 13일 1~2회, 2010년 3월 14일 3~4회 연속 방영됐다.
- 자극적인 대사와 표현으로 논란을 빚었다.[4]
- 협찬주인 <본죽>의 상업용 포스터와 매장 등을 반복적으로 노출하여[5] 방송통신심의위원회로부터 '경고' 조치를 받았다.[6]

## 경쟁 프로그램
- 수상한 삼형제(KBS 2TV)
- 결혼해주세요(KBS 2TV)
- 민들레 가족(MBC)
- 글로리아(MBC)
- 거상 김만덕(KBS 1TV)
- 신이라 불리운 사나이(MBC)

## 같이 보기
- SBS